# Zuidbroek (Groningue)
Pour les articles homonymes, voir Zuidbroek.
Zuidbroek est un village qui fait partie de la commune de Midden-Groningue dans la province néerlandaise de Groningue.
Zuidbroek a été une commune indépendante jusqu'au 1er janvier 1965. Elle a fusionné avec Noordbroek pour former la nouvelle commune de Oosterbroek.

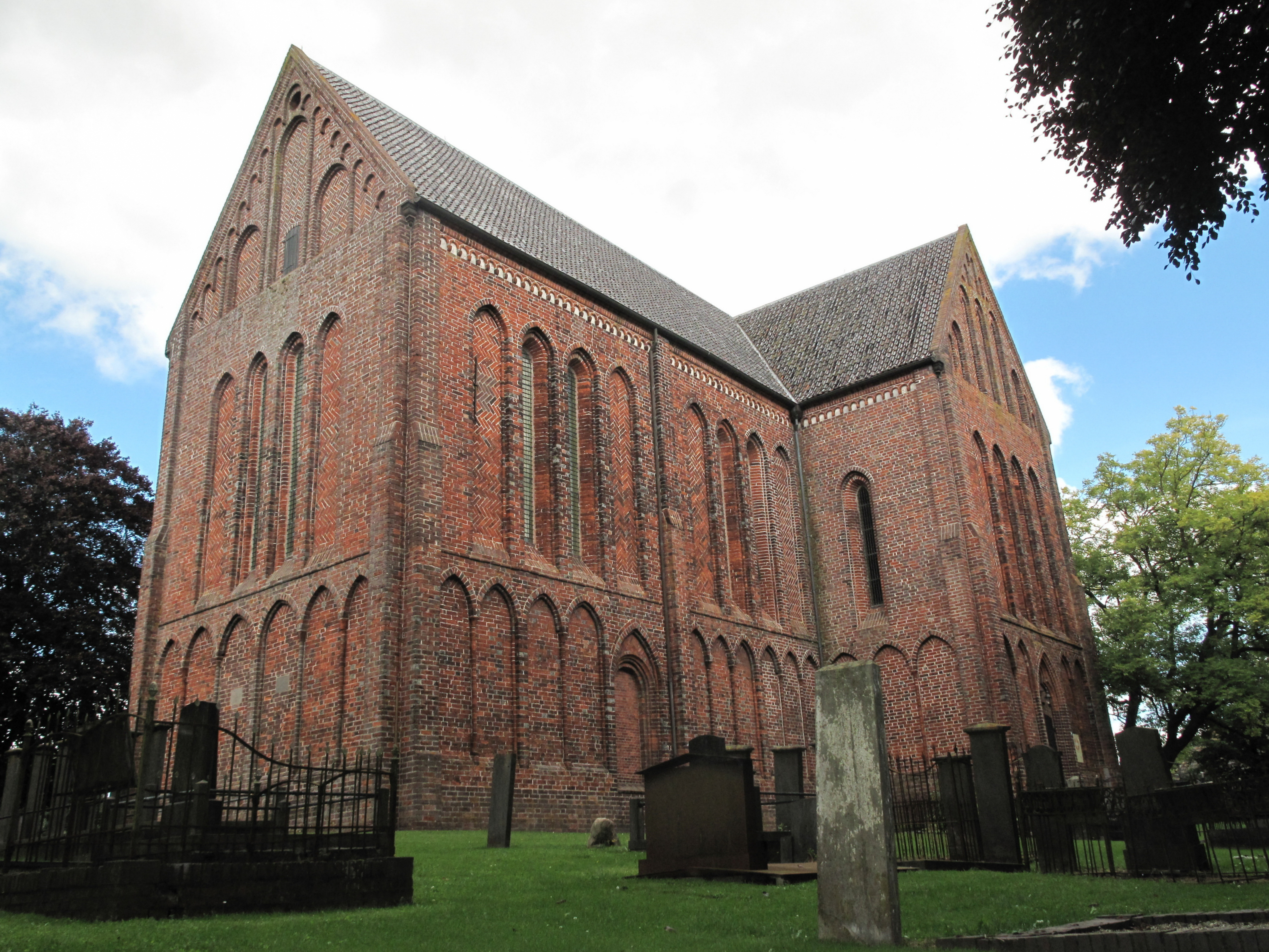
église: de Petruskerk
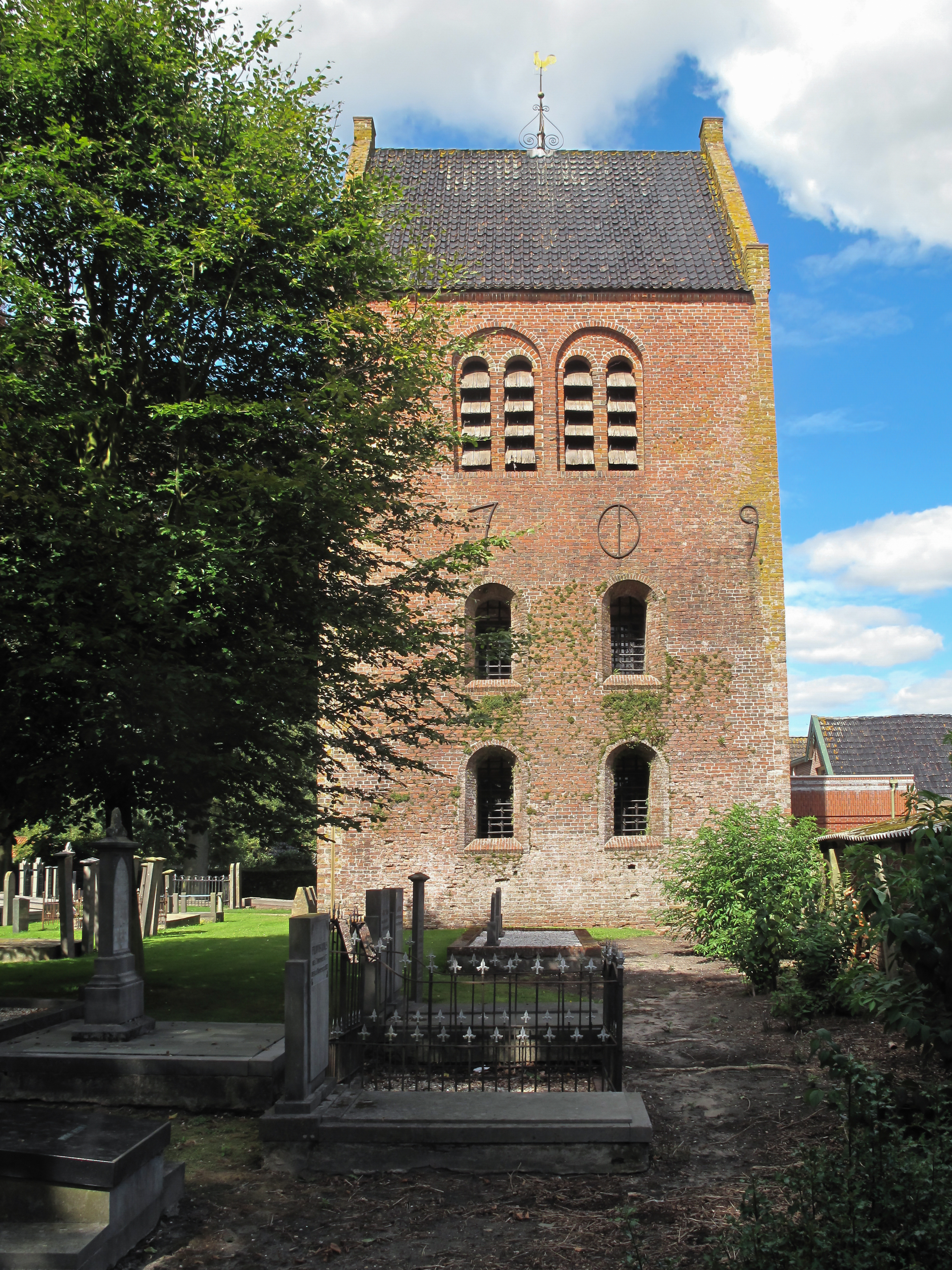
tour horloge d'église protestante
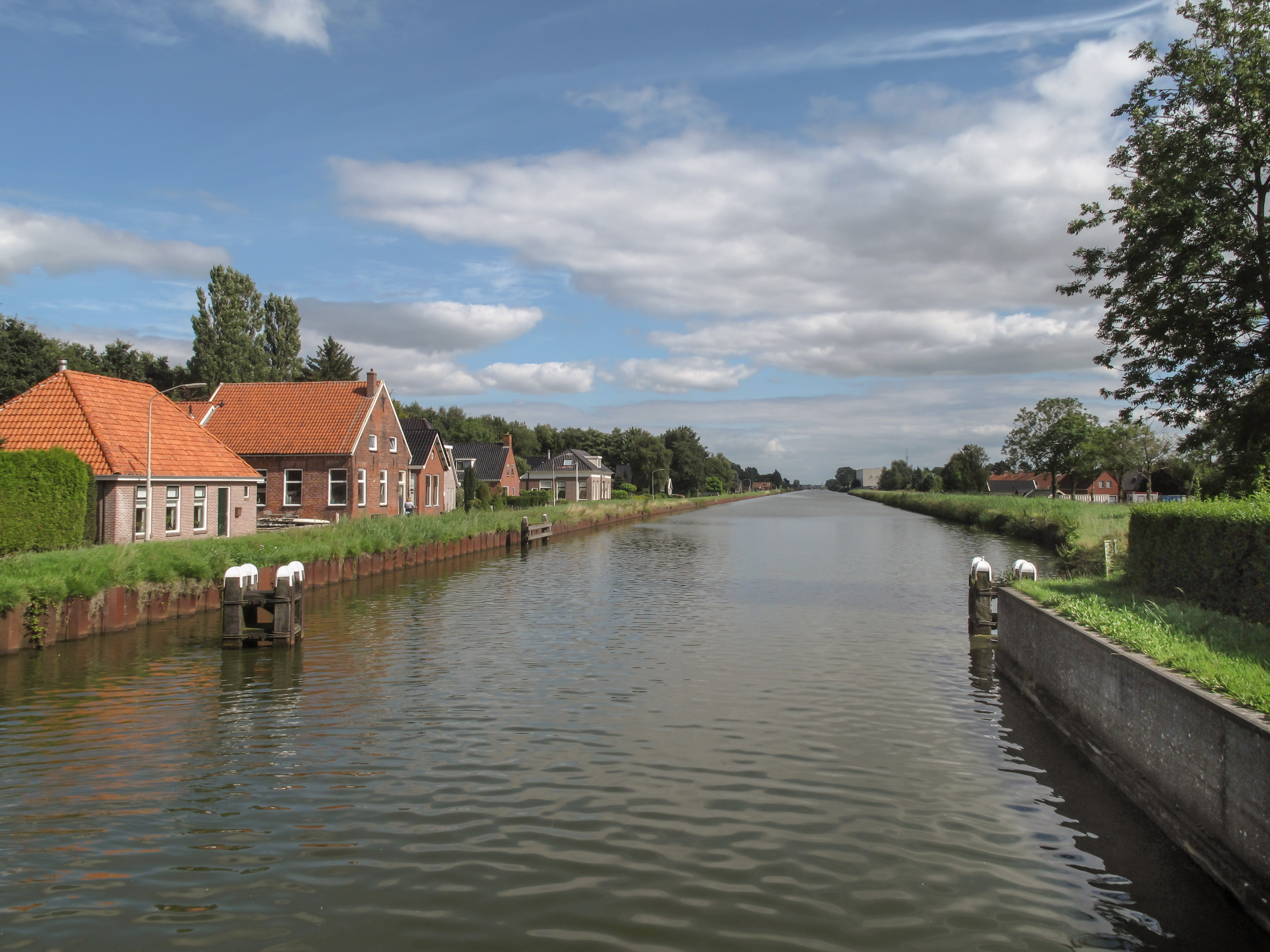
canal: het Winschoterdiep près Zuidbroek